# Страйк в Єгипті 2008
«Загальний» страйк у Єгипті розпочався 6 квітня 2008 року. Він був розпочатий єгипетськими робітниками, здебільшого — державної легкої (текстильної) промисловості, як протест проти низької заробітної плати та подорожчання харчів. Страйки в Єгипті заборонені, і влада у минулому віддавала накази на силові розгони демонстрантів. Страйк відбувся за два дні до місцевих виборів у Єгипті.

## Підготовка
Використовуючи фейсбук, блоги, SMS-сповіщення, незалежні медіа та передаючи інформацію усно, робітники й активісти в Єгипті спромоглися організувати протести, страйки та демонстрації по всій країні 6 квітня. Вони назвали цей день «Єгипетська Інтіфада» та закликали прихильників до громадянської непокори, всіх просили залишитися вдома замість роботи і уникати покупок.
Страйк почався як ініціатива робітників великого промислового міста Ель-Махалла-ель-Кубра, його підхопили та поширили активісти за допомогою інтернету та мобільного зв'язку. Група в соціальній мережі Фейсбук «Молодіжний рух 6 квітня» нараховувала 64 000 людей. Заборонена ісламістська організація «Брати-мусульмани» офіційно не підтримала страйк, проте не перешкоджала своїм активістам приєднатись до нього, і кілька активістів та блогерів цієї організації підтримали страйк. У ніч перед страйком Малек, єгипетський блогер, та троє активістів були заарештовані за розповсюдження флаєрів про страйк.
Текст заклику до страйку виглядав так:
«Усі національні сили Єгипту погодились на страйк 6 квітня. У цей день залишайся вдома, не виходь; не йди на роботу, не йди до університету, школи. Не відкривай свій магазин, свою аптеку, не йди у поліцейській відділок, не йди до військової частини; нам потрібні зарплати, на які ми можемо жити, нам потрібна робота, ми хочемо, щоби наші діти здобули освіту. Нам потрібен людський громадський транспорт, ми хочемо щоб шпиталі надавали медичну допомогу, ми хочемо ліків для наших дітей. Нам потрібна судова влада, нам потрібна безпека, ми хочемо свободи й гідності, ми хочемо квартир для молоді. Ми не хочемо підвищення цін, ми не хочемо фаворитизму, ми не хочемо поліції в штатському, ми не хочемо катувань у поліцейських відділках. Ми не хочемо коррупції, не хочемо хабарів, не хочемо затримань. Скажи своїм друзям не йти на роботу, та попроси їх приєднатися до страйку»

## 6 квітня: День страйку
Страйк в Магалі мав розпочатися о 7:00, однак охоронці у штатському разом з поліцією проникли на фабрику і (за непідтвердженою інформацією) залякали робітників, утримавши їх від страйкування. Сотні охоронців у штатському взяли контроль над фабриками Магали перед початком роботи, захоплюючи робітників та змушуючи їх працювати. Наприкінці дня поліцейські ескорти виводили працівників невеликими групками, намагаючись перешкодити масовим акціям протесту.
Преса висвітлила це як провал страйку і багато людей покинули регіон (година їзди від Каїра) до того, як почалося насилля. Двоє людей, включаючи 15-річного хлопця, були вбиті єгипетською поліцією, що застосувала сльозодійний газ, гумові кулі та бойові набої проти страйкуючих робітників й інших протестувальників. Декілька лідерів опозиційних партій були затримані, включно з координатором руху «Кіфая» Мохамедом ель-Ашкаром, доповідачем Комісії Свободи Трудової партії Мохамедом Абделем Кодоусом, видатним активістом, членом «Кіфая» Магді Каркаром та блогером Шаркаві (який був зґвалтований та катований єгипетською поліцією у 2006 році), та інших.
Офіційні ЗМІ, підконтрольні уряду, рекомендували громадянам утриматися від страйку, а співробітники правоохоронних органів попереджували протестувальників про можливі покарання та утримання за ґратами від трьох місяців до одного року. Тисячі поліцейських заполонили вулиці в центрі Каїру, біля університетів та в Магалі з наміром залякати людей та перешкодити їх участі у страйку. На площі Тахрір в Каїрі не було протестів (значною мірою через значну присутність поліції; принаймні декількох протестувальників поліцейські прогнали з площі), проте студенти університетів ейн Шамсу, Хелвану та Каїра провели демонстрації. багато людей лишилося вдома в знак солідарності з протестуючими та зі страху перед можливим насиллям. Вулиці Каїра були помітно тихими та більше магазинів, ніж зазвичай, були зачинені цього дня.